# Trentino Aquila Cricket Club
Il Trentino Aquila Cricket Club noto come Trento è una società di cricket di Trento.
È stata fondata nel 1992 e inizialmente ha partecipato alla Serie B.
Dal 1997 partecipa alla massima serie italiana, in cui ha raggiunto un terzo posto nel 1997 e un secondo nel 2000. Ha inoltre vinto la Coppa Italia del 2000. Nel 2005 e 2014 ha vinto il campionato nazionale Under 15 e nel 2010 ha vinto il campionato nazionale Under 19. Nel 2011 il Trentino CC è riuscito a conquistare lo scudetto battendo i campioni in carica del Pianoro. Nel 2012 la formazione aquilotta si è ripetuta nell'impresa portandosi a casa anche il secondo scudetto consecutivo.
La stagione 2013 è passata alla storia come quella delle grandi chance mancate sia in Serie A che in Coppa Italia.
La stagione 2014 ha invece sorriso alla giovanissima formazione Under 15 che è riuscita a fare proprio il titolo nazionale.

## Cronistoria recente
- 1997 Serie A
- 1998 Serie A
- 1999 Serie A
- 2000 Serie A, Coppa Italia
- 2001 Serie A
- 2002 Serie A
- 2003 Serie A
- 2004 Serie A
- 2005 Serie A
- 2006 Serie A
- 2007 Serie A
- 2008 Serie A
- 2009 Serie A
- 2010 Serie A
- 2011 Serie A, Campione d'Italia
- 2012 Serie A, Campione d'Italia
- 2013 Serie A
- 2014 Serie A
- 2015 Serie A
- 2016 Serie A, Campione d'Italia
- 2017 Serie A